# Menídi
Menídi, en grec moderne : Μενίδι, est un village et un ancien dème d'Étolie-Acarnanie, en Grèce-Occidentale.
Selon le recensement de 2011, la population de Menídi compte 852 habitants. Le dème, lui, comptait une population de 2 032 habitants.
Le village fait désormais partie du dème d'Amphilochie. Il est situé au bord du golfe Ambracique. Son économie est basée sur le tourisme et l'agriculture. Il est construit, dans les années 1950, dans le cadre d'un plan officiel du gouvernement pour loger les victimes de la guerre civile grecque et d'autres familles qui ne possédaient pas de maison. 

## Archéologie
La stèle IG II/III² 6873 est un monument funéraire en marbre, daté des années 360 av. J.-C. à 340 av. J.-C.. La recherche la considère comme importante car elle est dédiée à Phanostratê, une sage-femme ayant vécu au IVe siècle av. J.-C., dans le dème de Mélité, et c’est la première femme à être appelée « médecin » dans l'histoire de la Grèce antique.